# Halictus gavarnicus
Halictus gavarnicus är en biart som beskrevs av Pérez 1903. Halictus gavarnicus ingår i släktet bandbin, och familjen vägbin. Inga underarter finns listade i Catalogue of Life.